# جوزيف هارفي رايلي
جوزيف هارفي رايلي (بالإنجليزية: Joseph Harvey Riley)‏ هو عالم طيور أمريكي، ولد في 19 سبتمبر 1873 في فولز تشيرش في الولايات المتحدة، وتوفي في 17 ديسمبر 1941.